# Pucharek bukowy
Pucharek bukowy (Hymenoscyphus fagineus (Pers.) Dennis) – gatunek grzybów z rodziny tocznikowatych (Helotiaceae).

## Systematyka i nazewnictwo
Pozycja w klasyfikacji według Index Fungorum: Hymenoscyphus, Helotiaceae, Helotiales, Leotiomycetidae, Leotiomycetes, Pezizomycotina, Ascomycota, Fungi.
Po raz pierwszy takson ten opisał w 1794 r. Christiaan Hendrik Persoon nadając mu nazwę Peziza faginea. Obecną, uznaną przez Index Fungorum nazwę nadał mu w 1964 r. Richard William George Dennis. Synonimy:
- Helotium fagineum (Pers.) Fr. 1849
- Ombrophila faginea (Pers.) Boud. 1907
- Pachydisca faginea (Pers.) Boud. 1904
- Peziza faginea Pers. 1794
- Phaeohelotium fagineum (Pers.) Hengstm. 2009

Polska nazwa według M.A. Chmiel.

## Morfologia
Owocniki
Typu apotecjum siedzące lub z krótkim, mocnym trzonkiem, z dyskiem płaskim do wypukłego, średnica 1–3 mm, o barwie od białej do szaroniebieskiej, po wyschnięciu blado czerwonawobrązowe, mięsiste, u podstawy z brązowawym pierścieniem
Cechy mikroskopowe
Worki 70–95 × 9–9,5 µm. Askospory 8–13(16) x 4–5(6) µm. Parafizy z cylindrycznym korpusem o niskim współczynniku załamania światła. Ekscypulum o teksturze globulosa-angularis.

## Występowanie i siedlisko
Podano stanowiska pucharka bukowego w Ameryce Północnej, Europie i Azji. W Polsce M.A. Chmiel w 2006 r. przytoczyła kilka stanowisk. Nowe stanowiska podano także w latach następnych, a najbardziej aktualne są w internetowym atlasie grzybów. Zaliczony w nim jest do gatunków zagrożonych, wartych objęcia ochroną.
Grzyb saprotroficzny występujący na miseczkach owoców buka. Owocniki tworzy od września do listopada.